# Zbudza
Zbudza (in ungherese Izbugya) è un comune della Slovacchia facente parte del distretto di Michalovce, nella regione di Košice.